# Myrmica lobifrons
Myrmica lobifrons is een mierensoort uit de onderfamilie van de Myrmicinae. De wetenschappelijke naam van de soort is voor het eerst geldig gepubliceerd in 1900 door Pergande.